# Light My Fire
Pour l’article homonyme, voir Light My Fire (album).
Singles de The Doors
Break on Through (To the Other Side)
(1967) People Are Strange
(1967)
Pistes de The Doors
Alabama Song (Whisky Bar) Back Door Man
Light My Fire est une chanson du groupe The Doors,  enregistré en août 1966. Bien qu'elle fût signée The Doors, elle a été écrite par Robbie Krieger dans sa plus grande partie (Jim Morrison aurait participé à l'écriture du second couplet). Ce titre sera le premier single du groupe à prendre la tête du classement des cent plus grands succès de la semaine du magazine Billboard.  

## Histoire

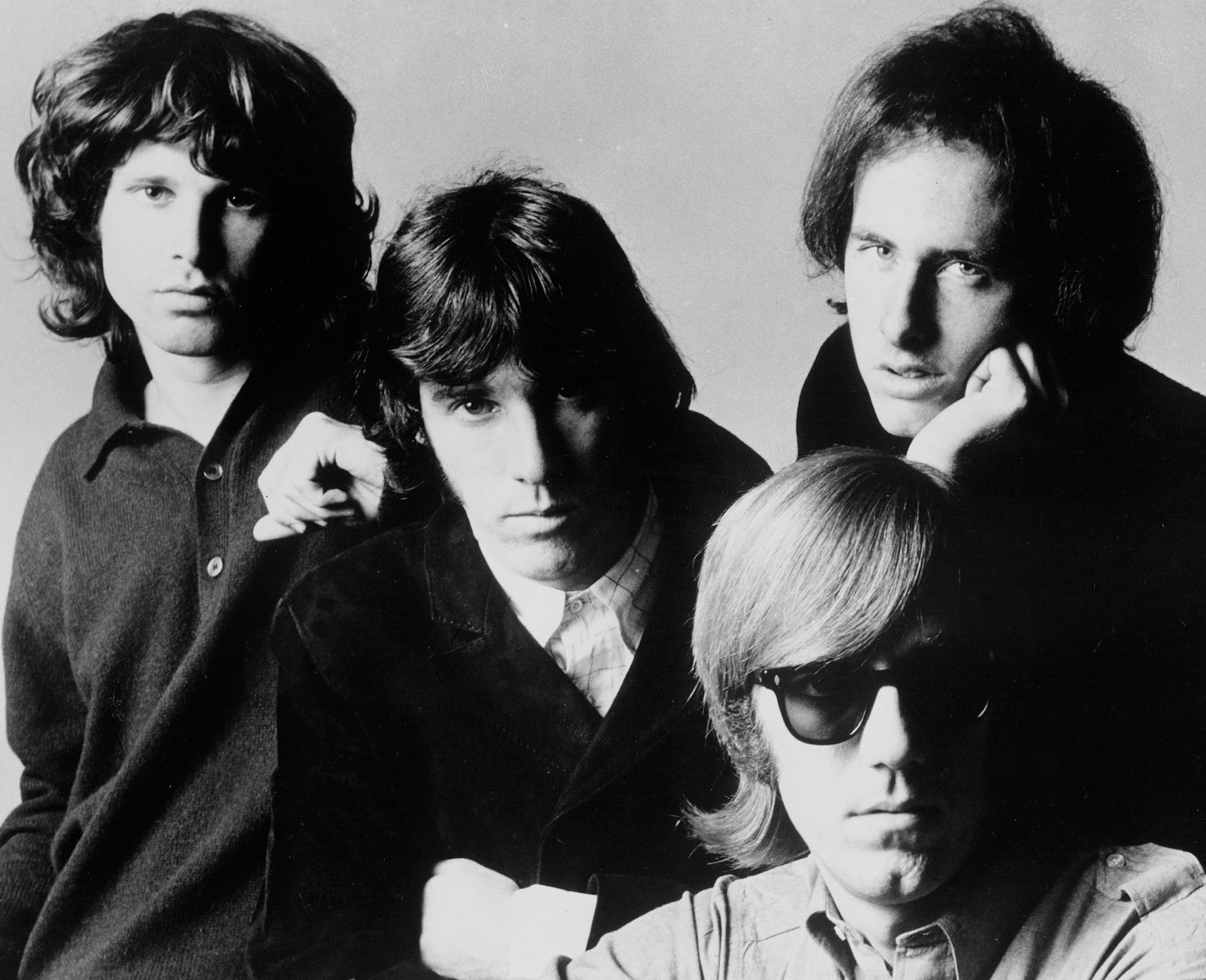
Single sorti en 1967.

Elle fut écrite à la demande du chanteur Jim Morrison, qui trouvait que le groupe avait besoin de nouvelles compositions. Elle sortit sur le premier album du groupe, The Doors, en 1967, puis sous une forme abrégée en single, avec les solos de guitare et d'orgue coupés. Ce single atteignit la première place du Billboard Hot 100 en juillet 1967.
La société Buick a offert au groupe 75 000 $ en octobre de 1968 pour utiliser la chanson dans une publicité diffusée à la télévision. Morrison, cependant, était encore à Londres, car la tournée européenne venait de se terminer le 20 septembre, et il ne pouvait pas être joint par les autres membres du groupe. Ceux-ci ont accepté la demande de Buick en son absence. Ce fait, ressenti par Morrison comme une trahison de l'idéal émancipateur des valeurs poétiques non marchandes qu'il défendait et une soumission aux puissances d'argent, sera à l'origine d'une vive colère et d'une crise de conscience qui marquera le début des dissensions entre lui et les trois autres membres des Doors, Manzarek, Krieger et Densmore, se surajoutant aux difficultés liées à ses problèmes avec l'alcool (voir sur ces points l'article générique The Doors, et l'article consacré à Jim Morrison).

## Distinctions
En 1995, Light My Fire est sélectionnée par le Rock and Roll Hall of Fame, comme l'une des « 500 chansons qui ont façonné le rock 'n' roll ». En 1998, le morceau est intronisé au Grammy Hall of Fame dans la catégorie Rock (single).
Elle est classée 52e dans la liste des « chansons du siècle » (Songs of the Century) de la RIAA en 2001.
Elle fait partie de la liste des « 500 plus grandes chansons chansons de tous les temps » du magazine Rolling Stone, où elle est classée 35e en 2004  et en 2010, puis 310e en 2021 . En 2014, le NME la classe au 199e  rang de sa propre liste des « 500 plus grandes chansons de tous les temps ».
La reprise de José Feliciano remporte le Grammy Award de la meilleure performance vocale pop masculine en 1969 ; la même année, il remporte également le Grammy Award du meilleur nouvel artiste.

## Reprises
Parmi les artistes ayant repris Light My Fire, on peut citer notamment :
- Chet Atkins (1968)
- Julie Driscoll et Brian Auger (1968)
- José Feliciano (1968)
- Woody Herman, sur l'album Light My Fire (1968).
- Gli Innominati, en italien sous le titre Prendi un fiammifero (1968)[11]
- Boogaloo Joe Jones, sur l'album My Fire! More Of The The Psychedelic Soul (1968).
- Gerald Wilson, sur l'album California Soul (1968).
- Jackie Wilson, en version soul, sur l'album Do Your Thing (1968)
- Booker T. and the M.G.'s (1969)
- The Four Tops (1969)
- Erma Franklin, sur l'album Soul Sister (1969).
- Astrud Gilberto (1969)
- Rhetta Hughes, sur l'album Relight My Fire (1969).
- Billy Larkin, sur l'album I Got The Feelin (1969).
- Trini Lopez et The Ventures (1969)
- Nancy Sinatra (1969)
- Stevie Wonder sur l'album My Cherie Amour (1969)
- Young-Holt Unlimited, sur l'album Just A Melody (1969).
- Shirley Bassey (1970)
- Birth Control sur l'album Birth Control (1970)
- El Chicano, sur l'album Viva Tirado (1970).
- Johnny Harris sur l'album Movements (1970)
- Spanky Wilson, sur l'album Doin' It (1970).
- Al Green sur l'album Gets next you (1971).
- Isaac Hayes, sur l'album Live At The Sahara Tahoe (1973).
- Victoria Abril en version disco (1978).
- Minnie Riperton sur l'album Minnie  (1979)
- Amii Stewart sur l'album Knock on Wood (1979).
- Valli (1989)
- Amorphis, sur l'album Tales from the Thousand Lakes (1994).
- Massive Attack sur l'album Protection (1994)
- Victoria Abril (1998)
- UB40, sur l'album The Very Best of UB40 (2000).
- Will Young (2002)
- Friend 'N Fellow sur l'album Covered (2005)
- Nekromantix Dead Girls Dont Cry Bonus vidéo (2005).
- Laurent Voulzy sur l'album La Septième Vague (2006)
- Julien Doré lors du 5e prime de l'émission Nouvelle Star en 2007.
- Reuben Wilson, sur l'album The Godfathers of Groove (2010).
- Eliane Elias, sur l'album Light My Fire (2011).
- Freddie McCoy, sur l'album Gimme Some! (2011).
- Pierre Locatelli et Loïs Vacchetta dans l'émission The Voice (2020)
- Ananda Shankar, Reprise Records, RV. 20246, REP. 3455
- Nina Hagen
- Julie London